# 昇平戲院

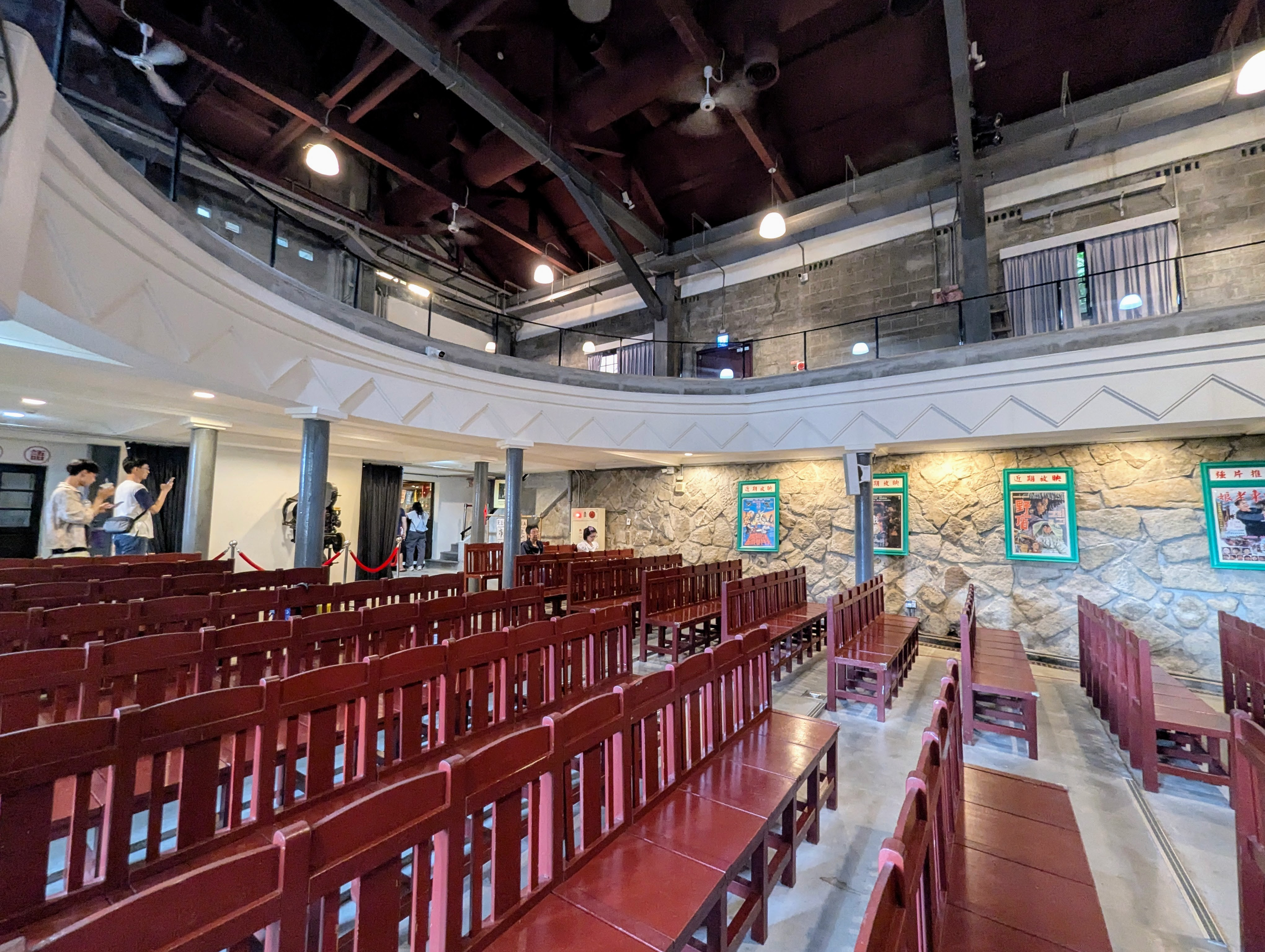
昇平戲院座位

昇平戲院位於臺灣新北市瑞芳區輕便路與豎崎路交叉路口，興建於1931年（昭和6年），供戲劇表演與電影放映使用，為當時金九地區最重要的常民娛樂中心。戰後改名昇平戲院，1960年代改建，後因礦業逐漸蕭條，人口外移而逐漸沒落，1986年停業，所有權經過數度輾轉更易，最後由所有權人於2009年捐贈給新北市政府，經整修工程後於2011年8月重新啟用，現由「新北市立黃金博物館」負責營運管理。

## 沿革
九份早期的戲台位於現今基山街，推測於1916（大正5年）落成，當時稱做「基山茶園」，是一個中小型的木造內台戲院，占地不大，僅有三四百個座位。
1931年（昭和6年），因九份地區原有位於基山街的木造戲台不堪使用，而由礦山場長翁山英、富商高九登為首的10名股東，集資1萬1千日圓，以「昇平劇場公司」名義向臺北州知事提出「劇場建設許可願」。劇場地點座落於臺北州基隆郡瑞芳庄焿仔寮 164 番地，即現今豎崎路與輕便路交叉路口另建「昇平座」戲院，供戲劇表演與電影放映使用，約可容納600人，1932年（昭和7年）6月27日正式開業，成為水金九地區最受歡迎之娛樂場所。
戰後改名昇平戲院，經營者為吳樹桑、周天持續擔任與其它民生行業共同帶動基山街、豎崎路及輕便路周圍經濟活絡的角色，周邊還有為數不少的麵攤、食堂、酒樓、撞球間、旅館及風化場所等。但因金礦產量大減，人口持續流失，而於1986年停業，1994年颱風吹毀昇平戲院屋頂。
經年閒置，戲院產權幾經轉手，2009年最後一位所有權人林俊雄捐贈予新北市政府，2010年10月，開始進行整修工程，耗資近新台幣5千萬讓戲院建築重現民國50年代場景，恢復戲院「多功能展演場域」的功能。2011年8月重新啟用，由「新北市立黃金博物館」負責相關營運管理事宜，透過電影放映、戲劇表演、展示等活動進行活化；目前於新北市立黃金博物館官方網站，於選單中「主要設施」選項，選擇「昇平戲院」，會公布每月節目檔期表，想前往觀賞的遊客，建議可以參考檔期表的播放時間。。

## 建築空間設計
戲院為兩層樓建築，一樓為石造，二樓為木構造，屋頂鋪設煉瓦。興建完成之昇平座舞台鋪設有先進的旋轉軌道等設備；同時，為方便清掃，設計可掀開式座椅，並於一樓二排走道下方各挖四個洞，設置電風扇往上吹，形成簡易的「冷氣」。
1950年代因受風災影響損毀而進行改建，在建材及設備的選用上都極講究，例如屋頂結構採用上等木料、上舖油毛氈並刷柏油；原二樓木造改為具隔音和隔熱效果的空心磚造牆面，座席分為兩層，採馬蹄形，戲院設備已具現代化規格。

## 影視取景
有多部電影、電視、廣告作品於此拍攝，包括侯孝賢《悲情城市》A City of Sadness（1989）；嚴浩、徐克《棋王》King of Chess (1991) ；吳念真《多桑》A Borrowed Life（1995）等。

## 註腳
1. ↑  〈女劇好況〉，《臺灣日日新報》，1916年7月24日。

## 外部連結
- 新北市立黃金博物館 昇平戲院 https://www.gep.ntpc.gov.tw/submenu?usein=5&psid=0G315469176515691444 （页面存档备份，存于）
- 昇平戲院內部360度環景：https://goo.gl/maps/yZgmwLJny3KqDEow9